# NGC 2766
NGC 2766 je galaksija u zviježđu Raku.

## Vanjske poveznice
- SEDS: NGC 2766